# Alsónyék
Alsónyék (hongrois : Alsónyék [ˈɒlʃoːɲeːk]) est une localité hongroise située dans le comitat de Tolna.

## Site et localisation

### Topographie et hydrographie
Alsónyék est située dans la région du Sárköz, à proximité immédiate de Bátaszék, dont le centre-ville se trouve à seulement 2 kilomètres au nord-est.

## Histoire
Alsónyék est mentionnée pour la première fois au XIVe siècle, bien que son origine exacte demeure incertaine. Selon les documents ecclésiastiques, la localité s'est convertie à la Réforme dès ses débuts, devenant une paroisse indépendante au moment de la bataille de Mohács en 1526. À cette époque, elle comptait les localités de Báta et Mórágy parmi ses annexes paroissiales.
D'après des documents de 1829, les habitants d'Alsónyék s'y seraient installés 301 ans plus tôt, ce qui situerait la fondation du village en 1528. Cette date n'est toutefois pas confirmée par d'autres sources. Le nom de la localité apparaît en 1535 dans un registre détaillant les possessions de l'abbaye de Báta. Vers 1558, le village, tout comme Bátaszék, était recensé comme une propriété de l'abbaye cistercienne de Cikádor, et ses habitants devaient payer un dîme de blé de 300 forints. À cette époque, 41 foyers imposables et 5 familles pauvres y étaient enregistrés. En 1627, la localité, comptant 40 maisons, fut attribuée au chapitre de Pozsony, une situation similaire à celle du village voisin de Decs. Les habitants adoptèrent officiellement le calvinisme en 1626.
Durant la période ottomane, les villageois fuirent les invasions en se réfugiant dans les zones marécageuses du Danube. Lors du recensement de 1728, Alsónyék comptait 30 paysans héréditaires exploitant des terres non encore divisées. À cette époque, la localité ne possédait ni forêt, ni vergers, et ses prairies étaient fréquemment inondées, ce qui obligeait ses habitants à vivre principalement de la pêche.
Le temple réformé, construit en 1792, est un édifice de style baroque tardif, témoignage de la persistance du protestantisme dans la région.

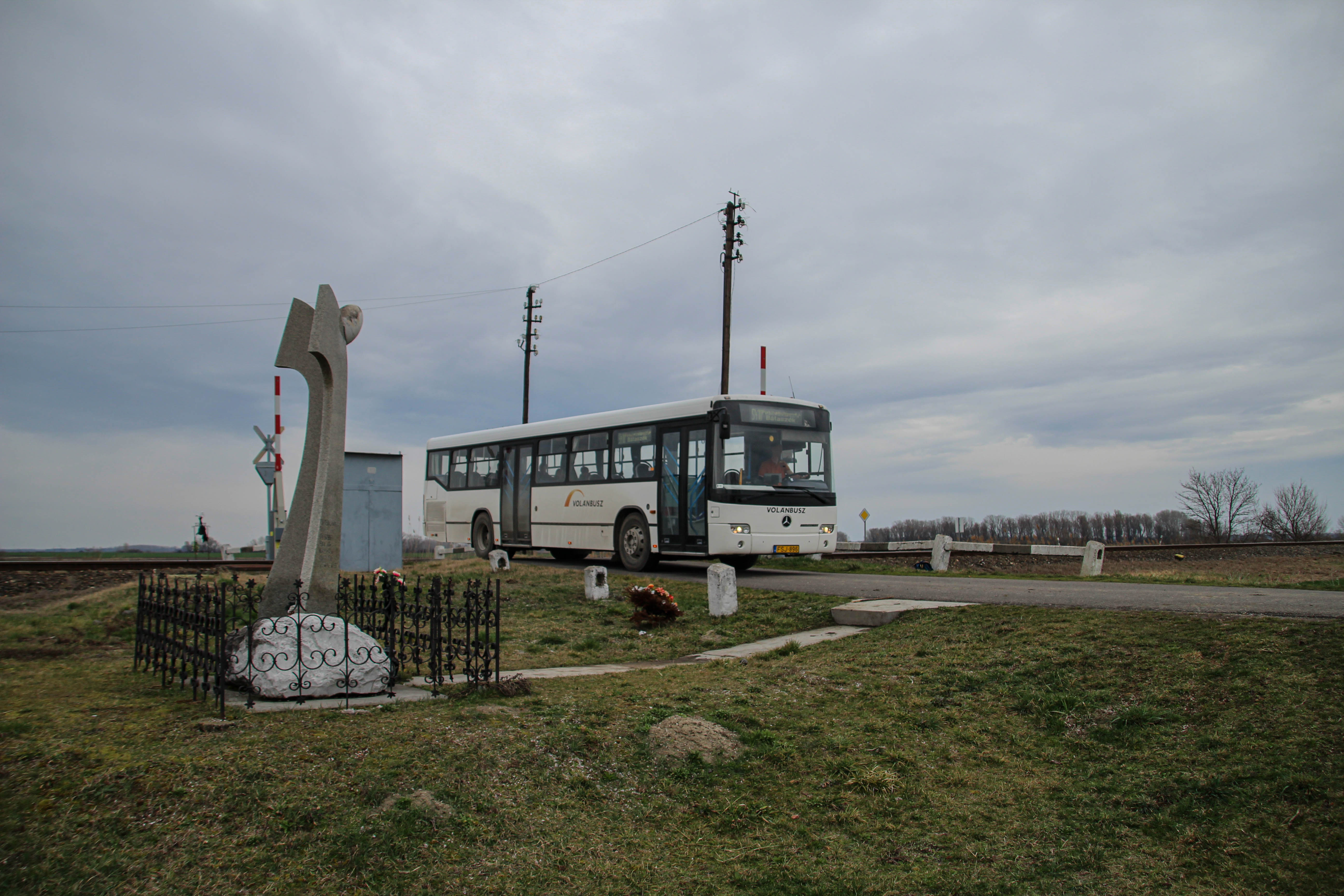
Stèle commémorative de la catastrophe de Pörböly.

Un événement tragique a marqué l'histoire récente d'Alsónyék. En 1993, un accident s'est produit sur la route menant à Nyékipuszta, impliquant un train et un bus scolaire. Cet accident, connu sous le nom de la catastrophe de Pörböly, a causé la mort de douze personnes.

## Population

### Minorités culturelles et religieuses
Lors du recensement de 2011, la population d'Alsónyék se composait majoritairement de Hongrois (72,7 %), tandis que 1,9 % se déclaraient Allemands, 0,4 % Croates, 0,3 % Roms, 0,3 % Roumains et 0,5 % Ukrainiens. Un taux relativement élevé d'habitants (26,4 %) n'a pas souhaité répondre à cette question, et le total peut dépasser 100 % en raison des identités multiples.
Concernant l'appartenance religieuse, 34,3 % des habitants se déclaraient catholiques romains, 14,5 % réformés, 0,3 % luthériens et 0,3 % grecs-catholiques. Par ailleurs, 19,3 % des habitants se considéraient sans religion et 31,1 % n'ont pas répondu.
En 2022, la part de la population s'identifiant comme hongroise a fortement augmenté pour atteindre 90,7 %, tandis que 1,8 % se déclaraient Roms, 1,2 % Allemands, et 0,1 % Serbes et Slovaques respectivement. 0,9 % appartenaient à une autre nationalité étrangère, et 9 % des habitants n'ont pas répondu.
Sur le plan religieux, la part des catholiques romains a légèrement diminué à 32,7 %, tandis que 12,7 % des habitants se déclaraient réformés, 0,7 % luthériens, 0,3 % orthodoxes, 0,1 % grecs-catholiques et 0,1 % affiliés à une autre confession chrétienne. 0,4 % se revendiquaient d'une autre branche du catholicisme, tandis que la proportion de sans religion a progressé à 21,8 %. Enfin, 30,9 % des habitants n'ont pas répondu à cette question.

## Équipements

### Vie culturelle
La localité participe activement à la préservation des traditions folkloriques de la région du Sárköz. Chaque année, elle prend part au Festival folklorique des rives du Danube (Duna Menti Folklórfesztivál), un événement célébrant la culture populaire hongroise.
Alsónyék est également impliquée dans l'organisation de la « Noce du Sárköz » (Sárközi Lakodalom), une reconstitution des mariages traditionnels de la région, qui se déroule selon un système de rotation annuelle entre les villages du Sárköz.
Enfin, la localité abrite un groupe de danse folklorique voué à la préservation du patrimoine culturel et des coutumes traditionnelles de la région.

### Réseaux extra-urbains
La localité est accessible par les routes nationales 55 et 56. Elle est traversée par la route 5115, tandis que la route 5513 longe sa limite sud. De plus, la route 5603 touche formellement les limites du village, bien que son ancien tronçon local ait été intégré à la route 55.
Sur le plan ferroviaire, Alsónyék est desservie par la ligne MÁV 154 reliant Bátaszék à Kiskunhalas. La localité dispose d'un arrêt ferroviaire situé à proximité de la limite sud du village. Son accès routier est facilité par une courte voie communale, la Vasút utca, qui se branche sur la route 5513.

## Patrimoine urbain
Alsónyék abrite un temple réformé de style baroque tardif, construit à la fin du XVIIIe siècle. Ce monument témoigne de l'ancrage historique du protestantisme dans la localité.
Le musée du village (Falumúzeum) est installé dans l'ancienne maison du greffier. L'exposition a été enrichie grâce aux collections du musée Wosinsky Mór de Szekszárd, offrant un aperçu du patrimoine local.
L'ancienne rue principale, correspondant aujourd'hui à la rue du Temple, longeait le premier relief surplombant les marais du Danube. À proximité du temple réformé baroque, construit en 1792, se dressent encore d'imposantes maisons richement décorées, témoignant de la prospérité des paysans bourgeois après l'assèchement des terres marécageuses.
Au sud de la rue du Temple, se trouve l'atelier de poterie d'Ágnes Steig et Géza Jaszenovics. Autrefois, cet atelier fournissait toute la région du Sárköz, et aujourd'hui encore, il perpétue la tradition de la dynastie de potiers Steig de Szekszárd, en fabriquant des plats, assiettes et cruches typiques recouverts d'un émaillage au plomb.

## La ville dans les représentations
L'actuelle rue du Temple (Templom utca) était autrefois appelée Vieille Rue (Öreg utca). L'écrivain Zsigmond Móricz l'évoque dans son œuvre du même nom, où il aborde également le phénomène du « sárközi egyke », un mode de transmission héréditaire propre à la région du Sárköz.
Pendant la période ottomane, les habitants réformés d'Alsónyék trouvèrent refuge dans les zones marécageuses environnantes pour échapper aux attaques. Selon la tradition, les soldats ottomans tentaient de les tromper en les appelant en hongrois pour les inciter à sortir de leur cachette : « Kati, Panni, Sári, Mári, sortez, les Tatars sont partis ! » Après la fin des menaces, la population revint s'installer dans le village. Cependant, l'ancienne ville marchande de Kesztölc, autrefois l'une des plus grandes du Sárköz, ne survécut pas et son nom ne subsiste aujourd'hui que dans la toponymie locale. L'aménagement des eaux dans la région permit d'augmenter la valeur des terres agricoles d'Alsónyék, attirant même des acheteurs des villages allemands voisins.

## Relations internationales

### Jumelages
| Ville | Ville        | Pays | Pays     |
| ----- | ------------ | ---- | -------- |
|       | Sânzieni (d) |      | Roumanie |

## Personnalités liées à la localité
János K. Kovács (1885-1970) était un conteur et chanteur reconnu, ayant reçu le titre de Maître de l'Art Populaire (Népművészet Mestere), distinction honorant les détenteurs et transmetteurs du patrimoine oral et musical hongrois.
János Péter (1910-1999) fut une figure marquante de la politique et de la vie religieuse hongroise. Il occupa les fonctions de député et de ministre des Affaires étrangères, tout en étant évêque du district ecclésiastique réformé de Transtisza, jouant un rôle clé dans la relation entre l'État et l'Église sous le régime communiste.
Ferenc Verseghy (1950-), potier et artisan d'art, a été distingué du titre de Jeune Maître de l'Art Populaire (Népművészet Ifjú Mestere), récompensant son travail dans la préservation et le développement des traditions céramiques hongroises.
Tamás Mellár (1954-), statisticien et universitaire, a dirigé le Bureau central des statistiques de Hongrie (KSH) et s'est engagé dans la vie politique en tant que député. Ses travaux ont contribué au développement des sciences statistiques et à l'analyse des tendances économiques du pays.